# Human Proteome Folding Project
Das Human Proteome Folding Project war ein Projekt des World Community Grid für verteiltes Rechnen. Betrieben wurde das Projekt von der New York University, dem Institut für Systembiologie in Seattle und der University of Washington. Ziel dieses Projekts war die de novo-Strukturvorhersage menschlicher Proteine. Als Algorithmus findet die Software des Rosetta@home-Projekts Anwendung, die aufgrund sehr guter Ergebnisse bei dem CASP-Wettbewerb als sehr leistungsfähig gilt. Das Projekt wurde in zwei Phasen durchgeführt, bei denen medizinisch besonders wichtige Proteine genauer untersucht werden.
Am 10. Juli 2007 wurde bekannt, dass der erste Malaria-relevante Datensatz an Proteinen erfolgreich berechnet wurde.
Das Projekt basiert auf der BOINC-Infrastruktur. Früher wurde ein eigener Client eingesetzt, der allerdings eingestellt wurde. Die Infrastruktur des Projekts wurde von IBM gesponsert, es handelt sich allerdings nicht um ein kommerzielles Projekt, da alle Ergebnisse auch öffentlich zugänglich sind.

## Publikationen
- L Malmstrom, M Riffle, CE Strauss, D Chivian, TN Davis, R Bonneau, D. Baker: Superfamily Assignments for the Yeast Proteome through Integration of Structure Prediction with the Gene Ontology. In: PLoS Biol., 2007 Mar 20, 5(4), S. e76.
- R Bonneau, MT Facciotti, DJ Reiss, AK Schmid, M Pan, A Kaur, V Thorsson, P Shannon, MH Johnson, JC Bare, W Longabaugh, M Vuthoori, K Whitehead, A Madar, L Suzuki, T Mori, DE Chang,o J Diruggier, CH Johnson, L Hood, NS. Baliga: A predictive model for transcriptional control of physiology in a free living cell. In: Cell, 2007 Dec 28, 131(7), S. 1354–1365, PMID 18160043.